# Bandiera delle Nazioni Unite
La bandiera delle Nazioni Unite è il vessillo rappresentativo dell'Organizzazione delle Nazioni Unite. È stata adottata il 30 ottobre 1947 ed è composta dall'emblema ufficiale dell'ONU, bianco in campo azzurro, così descritto:
(Stemma ed emblema ufficiale delle Nazioni Unite, rapporto del Segretario Generale, 15 ottobre 1946)
Gli organizzatori della Conferenza delle Nazioni Unite sull'Organizzazione Internazionale del 1945, a San Francisco, volevano un simbolo che potesse essere realizzato su una spilletta per identificare i delegati. Il Segretario di Stato degli Stati Uniti Edward Stettinius, Jr., a capo della delegazione statunitense, formò allora un comitato guidato da Oliver Lundquist, il quale sviluppò un disegno formato da una mappa terrestre circondata da foglie (ispirandosi a un disegno creato da Donal McLaughlin). 
Il colore azzurro che compare sullo sfondo del simbolo fu scelto come "l'opposto del rosso, il colore della guerra". Il colore originario scelto nel 1945 era un blu tendente al grigio, diverso da quello utilizzato nella versione attuale. La mappa usata nella prima versione della bandiera era una proiezione azimutale centrata sul Polo Nord, con gli Stati Uniti d'America, la nazione che ospitava la conferenza, al centro. Questa proiezione tagliava però parte dell'emisfero meridionale alla latitudine dell'Argentina, cosa accettabile all'epoca, in quanto l'Argentina non era ancora membro delle Nazioni Unite.
I rami d'ulivo sono simbolo di pace, mentre la mappa rappresenta tutti i popoli del mondo.
Nel 1946 un comitato dell'ONU si occupò di realizzare un disegno definitivo, che fu presentato il 2 dicembre 1946 ed approvato il 7 dicembre dello stesso anno. A differenza della versione originaria, la mappa fu ruotata di 90° verso est, in modo tale da togliere dal centro l'America settentrionale Il bianco ed il blu sono anche i colori ufficiali dell'ONU.
Secondo la Convenzione sulla Sicurezza delle Nazioni Unite e Personale Associato, l'emblema e la bandiera delle Nazioni Unite possono essere usate dal personale ONU nelle missioni di mantenimento della pace come segno protettivo per prevenire attacchi durante un conflitto armato.

## Bandiere derivate ed ispirate
- L'Agenzia internazionale per l'energia atomica (IAEA) ha una bandiera uguale a quella dell'ONU, con il disegno del modello di atomo secondo Rutherford al posto della mappa.
- La bandiera dell'Organizzazione internazionale dell'aviazione civile (ICAO) è quella dell'ONU con le ali del distintivo di un pilota che si sovrappongono alla mappa.
- La bandiera dell'Organizzazione internazionale del lavoro (ILO) è quella dell'ONU, con una ruota dentata spezzata e la scritta "ILO" al posto della mappa.
- La bandiera dell'Organizzazione marittima internazionale (IMO) sovrappone all'immagine della mappa della bandiera ONU due ancore incrociate e legate da una catena.
- La bandiera dell'Unione internazionale delle telecomunicazioni (ITU) è composta dai colori della bandiera ONU e raffigura il simbolo dell'ITU, composto da un globo (diviso in meridiani e paralleli), un fulmine e la scritta "ITU".
- La bandiera dell'Organizzazione delle Nazioni Unite per l'Educazione, la Scienza e la Cultura (UNESCO) ha gli stessi colori della bandiera ONU e presenta come simbolo della scienza, dell'istruzione e della cultura un tempio greco con la dicitura "UNESCO" al posto delle colonne.
- La bandiera del Fondo delle Nazioni Unite per l'infanzia (UNICEF) ha le foglie e il globo della bandiera ONU, ma al posto della mappa compare una figura di una madre con un bambino.
- La bandiera dell'Unione Postale Universale (UPU) utilizza i colori della bandiera ONU, mostrando al centro il logo dell'organizzazione (un cerchio simboleggiante il mondo) circondato da figure stilizzate di uomini (rappresentanti vari popoli) che si scambiano delle lettere.
- La bandiera del Programma alimentare mondiale (PAM) mostra i rami d'ulivo intrecciati della bandiera ONU che circondano il logo, formato da una mano che impugna delle spighe di grano e di mais. È l'unica bandiera derivata da quella ONU che presenta i colori invertiti rispetto a quella di partenza (bianco per lo sfondo e blu per il simbolo).
- La bandiera dell'Organizzazione mondiale della sanità (OMS) è identica a quella dell'ONU, ma con l'aggiunta di un bastone di Asclepio (simbolo tradizionale della medicina) sovrapposto alla mappa.
- La bandiera dell'Organizzazione meteorologica mondiale (OMM) è quella dell'ONU, con in più una rosa dei venti e la scritta "OMM/WMO" al di sopra della mappa.
- La bandiera della Somalia è ispirata alla bandiera delle Nazioni Unite
- La bandiera degli Stati Federati di Micronesia è ispirata alla bandiera delle Nazioni Unite
- La bandiera del Partito Nazista Americano è composta da quella storica del Partito Nazista (1935-1945), al cui centro è inserito un globo terrestre identico all'emblema delle Nazioni Unite, privato dei rami d'ulivo.

Bandiera della Somalia
Bandiera degli Stati Federati di Micronesia
Partito Nazista Americano

## Bandiere storiche

Bandiera de facto della Società delle Nazioni (1939)
Bandiera de facto della Società delle Nazioni (1939-1941)